# گروه داسو
داسو نام یک گروه صنعتی فرانسوی است که هدایت آن توسط سیاست‌مدار و میلیاردر فرانسوی سرژ داسو که در سال ۲۰۰۶ پنجاه و ششمین سرمایه دار جهان بوده انجام می‌گیرد. مدیران آن کلود داسو و الیویه کستا د بورگار نام دارند.

## زیر مجموعه‌ها
داسو اویاسیون (شرکت هوانوردی داسو)
فیگارو شامل روزنامه لو فیگارو
داسو سیستمز